# 田中筆子
田中 筆子（たなか ふでこ、1913年3月16日 - 1981年2月23日）は、日本の女優。夫は俳優の斉藤英雄。

## 来歴
東京市深川区出身（小石川区の説あり）。文化学院女学部を卒業。
1924年第2次芸術座の『青い鳥』で初舞台を踏んだ。金平軍之助が主宰する近代劇場の参加を経て1930年、日活太秦撮影所に入り、翌年『ある父』で映画デビューした。入江ぷろだくしょんの映画に出演後、1934年に新興キネマに入社、脇役女優として活躍した。その後、菅井一郎らが結成した第一協団に参加し、のちに東宝の映画に出演。東宝争議後は独立プロや東映の映画に出演し、1955年頃から日活映画に出演。1964年にフリーとなった。主に老け役で活躍し、テレビドラマにも多く出演した。
1981年2月23日、心不全のため死去。67歳没。

## 親族
夫は俳優の斎藤英雄で、1938年から1947年頃までに『望楼の決死隊』などの東宝映画に出演した。

## 出演作品

### 映画
太字の題名はキネマ旬報ベストテンにランクインした作品
- 春と娘（1932年、日活） - おさわ
- 旅は青空（1932年、千恵プロ） - 呼び込み・おきん
- 滝の白糸（1933年、入江プロ） - 下宿の婆や
- 消防手（1934年、新興キネマ） - 芙美子の母
- 鐘はなぜ鳴るか（1934年、新興キネマ） - 富本先生
- 花婿突進（1934年、新興キネマ） - 美弥子の母
- 子を持つ処女（1934年、新興キネマ） - 澪子の叔母
- 白銀の王座（1935年、新興キネマ） - その妻
- 恋の浮島（1935年、新興キネマ） - 女中お花
- 花嫁学校（1935年、新興キネマ） - アンリエット村本女史
- 傷だらけのお秋（1935年、新興キネマ） - マダム
- 乙女橋（1936年、新興キネマ） - 居酒屋のおばさん
- 大尉の娘（1936年、新興キネマ） - 村の娘お滝
- 街の艶歌師（1936年、高田プロ） - 母
- 半島の舞姫（1936年、新興キネマ） - 下宿の内儀
- 街の姫君（1936年、新興キネマ） - マダム
- 大地の愛（1936年、新興キネマ） - おきん
- さらば外人部隊（1936年、新興キネマ） - 西平の母
- 美人自叙伝（1936年、新興キネマ） - その妻お勝
- 豪快一代男（1936年、新興キネマ） - その夫人
- やきもち会議（1936年、新興キネマ） - 菓子屋の女房お留
- 町内の看板娘（1936年、新興キネマ） - おときの母おちか
- 愛の山河（1937年、新興キネマ） - マダム
- 青空士官（1937年、新興キネマ） - その妻春子
- 愛怨峡（1937年、新興キネマ） - 漫才師春廼家小春
- せつなき心（1938年、新興キネマ） - 乳母
- 娘天晴れ（1938年、新興キネマ） - 今村家の婆やお安
- 母の魂（1938年、新興キネマ） - その女房お浜
- 新月の歌（1938年、新興キネマ） - 下宿の内儀
- 罪なき罪（1938年、新興キネマ） - 婆や
- 評判五人娘（1939年、新興キネマ） - その妻
- 紅痕（1939年、新興キネマ） - 下宿の小母さん
- 新婚お家騒動（1939年、新興キネマ） - 家政婦おたつ
- 嵐に立つ女（1939年、新興キネマ） - 由紀子の母
- 女性開眼（1939年、新興キネマ） - 芝野代議士夫人
- 若妻（1939年、新興キネマ） - 婆やお芳
- 最後の友情（1939年、新興キネマ） - その女房お仙
- 父は九段の桜花（1939年、新興キネマ） - その女房お辰
- 若妻の夢（1939年、新興キネマ） - その妻芳枝
- 花園の結婚（1940年、新興キネマ） - 善さんの女房お秋
- 母の願ひ（1940年、新興キネマ） - 有馬家婆や
- 小島の春（1940年、東京発声） - 宿の小母さん
- 婦系図（1942年、東宝） - 女中お源
- 決戦の大空へ（1943年、東宝） - 善吉の母
- 楽しき哉り人生（1944年、東宝） - 妻
- 日常の戦ひ（1944年、東宝） - 同夫人
- 東京五人男（1945年、東宝） - 藤木の女房
- 民衆の敵（1946年、東宝） - 安藤とき
- 麗人（1946年、東宝） - 婆やくめ
- 人生とんぼ返り（1946年、東宝） - 宿の女儀
- 四つの恋の物語（1947年、東宝） - 三勝
- 戦争と平和（1947年、東宝） - 近所の娘の母
- 春のめざめ（1947年、東宝） - 田井たき
- 女優（1947年、東宝） - 三味線弾き
- わかれ雲（1951年、新東宝）
- 山びこ学校（1952年、八木プロ） - 明の母
- 女の一生（1953年、近代映画協会）
- 縮図（1953年、近代映画協会）- 「春芳」のばあや
- ひめゆりの塔（1953年、東映） - 花城カメ
- 雲ながるる果てに（1953年、重宗プロ・新世紀映画）
- どぶ（1954年、近代映画協会）
- 太陽のない街（1954年、新星映画）
- 足摺岬（1954年、近代映画協会） - のぶ
- 若い人たち（1954年、近代映画協会） - 工場主の妻
- 愛と死の谷間（1954年、日活） - 和男の母しず江
- 泥だらけの青春（1954年、日活）
- ここに泉あり（1955年、松竹） - クジ売り
- 市川馬五郎一座顛末記 浮草日記（1955年、山本プロ） - おかみさん
- 狼（1955年、近代映画協会）
- 愛すればこそ（1955年、独立映画） - 民子の母
- 生きとし生けるもの（1955年、日活） - 下宿のおばさん
- 地獄の用心棒（1955年、日活） - 老婆
- 木曾の風来坊（1955年、日活） - のだやの婆さん
- 警察日記（1955年、日活） - バー八千代の女将
- 次郎長遊侠伝 天城鴉（1955年、日活） - 老婆
- おしゅん捕物帖 謎の尼御殿（1955年、日活） - 髪結床の内儀
- 青空の仲間（1955年、日活） - 分局のオバサン
- 七つボタン（1955年、日活） - 百姓妻
- 銀心中（1956年、日活） - 白猿旅館の下女
- 俺は犯人じゃない（1956年、日活） - 貸し自動車屋のおばさん
- しあわせはどこに（1956年、日活）- たばこ屋のおばさん
- 風船（1956年、日活） - 正太の妻
- むすめ巡礼 流れの花（1956年、日活） - 土産屋の老婆
- 洲崎パラダイス赤信号（1956年、日活） - 廓の四十女
- 花の運河（1956年、日活） - 隣の細君
- 地獄の札束（1956年、日活） - その母
- ニコヨン物語（1956年、日活） - 貞子
- 若いお巡りさん（1956年、日活） - 中華飯店平楽の女房
- 感傷夫人（1956年、日活） - 秋山の下宿おかみ
- デンスケの宣伝狂（1956年、日活） - 占野会計課長
- 沖縄の民（1956年、日活） - 北部のおかみさん
- 牛乳屋フランキー（1956年、日活） - お婆さん
- 人間魚雷出撃す（1956年、日活） - さと
- 川上哲治物語 背番号16（1957年、日活） - 新聞配達所の主任の妻
- 女子寮祭（1957年、日活） - 麻雀屋大三元の小母さん
- 青春の抗議（1957年、日活） - 芸者
- 「廓」より 無法一代（1957年、日活） - 大滝マン
- マダム（1957年、日活） - おせい
- 反逆者（1957年、日活） - 祖母さと
- 永遠に答えず（1957年、日活） - 母つね
- 童貞先生行状記（1957年、日活） - 和尚の老婆
- 十七才の抵抗（1957年、日活） - かつ
- フランキー・ブーチャンの殴り込み落下傘部隊（1957年、日活） - 門馬の祖母
- 佳人（1958年、日活） - 明日香の仲居
- 白い悪魔（1958年、日活） - とよ
- 絶唱（1958年、日活） - セキ
- 陽のあたる坂道（1958年、日活） - 花子
- 夫婦百景（1958年、日活） - 平六の妻
- 美しい庵主さん（1958年、日活） - 昌妙尼の母
- お笑い三人組（1958年、日活） - 酒屋の婆さん
- 悪魔と天使の季節（1958年、日活） - 下宿の小母さん
- 女を忘れろ（1959年、日活） - 婆や
- 事件記者 姿なき狙撃者（1959年、日活） - おかみ
- 東京の暴れん坊（1960年、日活） - チヨ
- 口笛が流れる港町（1960年、日活） - 婆や
- 「キャンパス110番」より 学生野郎と娘たち（1960年、日活） - 女中
- 素っ飛び小僧（1960年、日活） - 婆やソメ
- 刑事物語 小さな目撃者（1960年、日活） - お信
- 破れかぶれ（1961年、日活） - 生命保険の女
- 花と娘と白い道（1961年、日活） - 花屋の小母さん
- でかんしょ風来坊（1961年、日活） - チヨ
- 北上夜曲（1961年、日活） - 敬介の母
- さよならの季節（1962年、日活） - チエ
- 硝子のジョニー 野獣のように見えて（1962年、日活） - みふねの母
- 太陽のように明るく（1962年、日活） - 花屋のおかみさん
- 乳房を抱く娘たち（1962年、大映） - アキ
- 100万人の娘たち（1963年、松竹） - 寮母
- 伊豆の踊子（1963年、日活） - 下田の宿の客
- 敗れざるもの（1964年、日活） - 加代
- 鬼婆（1964年、東宝） - 老婆
- 六條ゆきやま紬（1965年、東京映画） - 須山キク
- 恐山の女（1965年、松竹）
- 水で書かれた物語（1965年、中日映画社=日活） - 婆や
- こころの山脈（1966年、東宝） - 弘子の母
- 本能（1966年、近代映画協会）
- 堕落する女（1967年、近代映画協会）
- 眠れる美女（1968年、近代映画協会） - 江口（田村高廣）の母
- 孤島の太陽（1968年、日活） - 祖母しげ
- 荒い海（1969年、日活） - 清子
- 喜劇 男売ります（1970年、東宝） - しげ
- 書を捨てよ町へ出よう（1971年、ATG） - 北村ハツ
- 混血児リカ（1972年、東宝） - リカの祖母
- 旅の重さ（1972年、松竹） - 漁師の老婆
- サマー・ソルジャー（1972年、勅使河原プロ）
- あゝ声なき友（1972年、松竹） - 店の老婆
- 女囚さそり 第41雑居房（1972年、東映） - 廃屋の老婆
- 戦争と人間 第三部 完結篇（1973年、日活） - 苫の母
- 青幻記 遠い母の日は美しく（1973年、東和） - 鶴禎老人の姉
- 津軽じょんがら節（1973年、ATG） - イタコ
- 竜馬暗殺（1974年、ATG） - 老婆
- バージンブルース（1974年、日活） - まみの祖母
- 動脈列島（1975年、東宝） - 野上ヤス
- 実録三億円事件 時効成立（1975年、東映） - おせい婆さん
- 天保水滸伝 大原幽学（1976年、富士映画） - かね
- はなれ瞽女おりん（1977年、表現社）
- みんなの安全 職場の整理整頓（1977年、京映エージェンシー） - 母
- 衝動殺人 息子よ（1979年、東京放送）
- 夜叉ヶ池（1979年、松竹） - 老姿

### テレビドラマ
- 三行広告 第12話「求む貸間」（1959年、CX）
- サンヨーテレビ劇場（KR）
  - 貧乏さん（1959年）
  - いろはにほへと（1959年）
  - きょうあるいのち（1960年）
  - アゴ伝（1960年）
  - 正義派（1960年）
  - 集団就職（1961年）
- 母と子 第39話「ぶどうの秋」（1959年、KR）
- ここに人あり（NHK）
  - 第111話「里親先生」（1959年）
  - 第114話「失火」（1959年）
  - 第121話「めでたき日の思い出」（1960年）
  - 第129話「進水」（1960年）
- ドキュメンタリードラマ・裁判 / 遠い旅路（1959年、KR）
- 雑草の歌 第116話「明日ある白衣」（1960年、NTV）
- 慎太郎ミステリー・暗闇の声 / 晩い夏に（1960年、KR）
- 日立劇場（KR）
  - 町会議員一年生（1960年）
  - 体の中を風がゆく（1961年）
- 事件記者（NHK）
  - 第70話「歳末」（1960年） - 夕刊売りお高
  - 第197話「取財源」（1964年）
  - 第251話「弾道」（1965年）
  - 第272話「逆転」（1966年）
- この光は消えず / チオルコスキー（1961年、NHK）
- あかあさん（TBS）
  - 第74話「壁と爪」（1961年）
  - 第175話「浩子!帰っておくれ、母」（1963年）
  - 第242話「タニシ・タニシ・タニシ」（1964年）
  - 第298話「吹きだまりから」（1965年）
  - 第310話「筑波嶺の」（1965年）
- 創作劇場 / 事故（1961年、NHK）
- あすをつげる鐘 / 灯よこの海を照らせ・岩松助左衛門（1961年、NHK）
- 純愛シリーズ 第113話「夏の終りに」（1963年、TBS）
- テレビ指定席 / ポプラの歌（1963年、NHK）
- 大河ドラマ（NHK）
  - 赤穂浪士（1964年） - 老婆
  - 太閤記（1965年） - 老婆
  - 元禄太平記（1975年） - 婆さん
  - 獅子の時代（1980年） - 老婆
- 東芝日曜劇場（TBS）
  - 第381話「雪女」（1964年）
  - 第395話「じゃまっけ」（1964年）
  - 第426話「あたしとあなた その2」（1965年）
  - 第471話「女友達」（1965年）
  - 第521話「わが顔を」（1966年）
  - 第824話「一枚看板」（1972年）
  - 第849・850話「只見川 愛その日」（1973年）
  - 第994話「かあちゃんの詩」（1975年）
- 一千万人の劇場 / 小さき闘い（1964年、CX）
- 鉄道公安36号（NET）
  - 第71話「一時預け」（1964年）
  - 第94話「木曾川デルタ地帯」（1965年）
- 七人の刑事（TBS）
  - 第152話「歪んだ支え」（1964年）
  - 第206話「閉じこめる」（1965年）
  - 第314話「冬の抱擁」（1967年）
  - 第379話「窓の外」（1969年）
- 特別機動捜査隊（NET / 東映）
  - 第196話「望郷」（1965年）
  - 第265話「二人だけの虹」（1966年）
  - 第548話「影を追う女」（1972年）
  - 第634話「豊かなる不幸」（1973年）
- ザ・ガードマン（TBS / 大映テレビ室）
  - 第22話「地上21階の襲撃」（1965年)
  - 第60話「裁くのは俺だ！」（1966年）
- 木下恵介アワー / 記念樹（1966年、TBS） - 梅
- 近鉄金曜劇場 / シゲという女（1966年、TBS）
- 今井正アワー / 下町の青春（1966年、NET）
- 泣いてたまるか 第1話「ラッパの善さん」（1966年、TBS / 国際放映）
- コメットさん 第63話「妖怪の森」（1967年、TBS / 国際放映） - 山ン姥
- 白い巨塔（1967年、NET / 東映） - 佐々木よし江
- NHK劇場 ここにふたたび（1968年、NHK）
- チャコとケンちゃん（1968年、TBS / 国際放映）
- 五人の野武士 第13話「赤い砦の狼」（1968年、NTV / 三船プロ）
- 河童の三平 妖怪大作戦 第24話「怪異半獣仙人」（1969年、NET / 東映）
- 青空にとび出せ! 第23話「やっぱり神様だワ?!」（1969年、TBS / 国際放映）
- 日本怪談劇場 第1話「怪談 蚊喰鳥」（1970年、12CH） - おろく
- シルバー仮面 第2話「地球人は宇宙の敵」（1971年、TBS / 宣弘社） - 村人
- 天下御免（1971年、NHK）
- 知らない同志（1972年、TBS）
- タイム・トラベラー（1972年、NHK）
- ウルトラシリーズ（TBS / 円谷プロ）
  - 帰ってきたウルトラマン 第43話「魔神 月に咆える」（1972年） - 伊吹葉子の母
  - ウルトラマンレオ 第27話「日本名作民話シリーズ! 強いぞ! 桃太郎!」（1974年） - 桃太郎の祖母
- アイアンキング 第1話「朝風の密使」（1972年、TBS / 宣弘社） - 老婆（不知火順一郎の変装）
- 恐怖劇場アンバランス 第1話「木乃伊（みいら）の恋」（1973年、CX / 円谷プロ） - 飯炊きの老婆
- ゆびきり（1973年、TBS） - 老婦人
- 荒野の用心棒 第12話「群狼の宿に愛と死の花が散って…」（1973年、NET / 三船プロ）
- 白い影（1973年、TBS）
- 仮面ライダーV3 第24話「怪奇! ゴキブリ屋敷!!」（1973年、MBS / 東映） - しげ
- スーパーロボット レッドバロン 第17話「悪魔の書いた話」（1973年、NTV / 宣弘社）
- 走れ! ケー100 第47話「機関車をノックアウトせよ!」（1974年、TBS / C.A.L） - オババ（シンジロウのお婆さん）
- プレイガール（1973年、12CH / 東映）
  - 第227話「怪談 呪いの糸車」 - くめ
  - 第231話「朝は裸と別れのとき」- 朋代
- 幡随院長兵衛お待ちなせえ 第18話「熟れた貢物」（1974年、MBS / 東宝 / 俳優座映画放送）
- 子連れ狼 第3部 第4話「絹の雲」（1976年、NTV / ユニオン映画） - トネ
- 太陽にほえろ!（NTV / 東宝）
  - 第215話「七曲署一係 その一日」（1976年） - 老婆
  - 第277話「身代り」（1977年） - 宮田紗代
- ベルサイユのトラック姐ちゃん 第18話「京都の恋に裸はぬれる」（1976年、NET / 東映）
- 5年3組魔法組（1976年 - 1977年、NET / 東映） - 魔女ジョーカー
- 宇宙鉄人キョーダイン 第38話「あ!! 呪いのサンタがやってくる」（1976年、MBS / 東映） - 老婆（ガブリンクイーン人間態）
- Gメン'75（TBS / 東映）
  - 第84話「三本指の刑事」（1976年）
  - 第186話「青函連絡船の殺し屋」（1978年） - 夕張の老婆
  - 第222話「大暴走! バスジャック」・第223話「バスジャック対四人の狙撃者」（1979年） - 人質の老婆
  - 第243話「奇妙な男と女のギャング」（1980年） - 江藤早苗の母親
- ロボット110番 第14話「ハートでアタック」（1977年、ANB / 東映） - おはなさん
- 大都会 PARTII 第32話「刑事黒岩の命」・第38話「凶器が走る」（1977年、NTV / 石原プロ）
- ひまわりの家（1977年 - 1978年、NTV）
- UFO大戦争 戦え! レッドタイガー 第17話「開かれた秘密の扉」（1978年、12ch / 創英舎）
- スパイダーマン 第8話「世にも不思議な昔ばなし 呪いの猫塚」（1978年、12ch / 東映） - 老婆
- 特捜最前線（ANB / 東映）
  - 第86話「死んだ男の赤トンボ!」（1978年）
  - 第175話「ナイター殺人事件!」（1980年）
- 大江戸捜査網（12ch / 三船プロ）
  - 第348話「赤児暗殺 泣き笑い騒動」（1978年）
  - 第431話「暴れ駕籠泣き笑いの縁結び」（1980年）
  - 第472話「悪夢に怯える女」（1980年）
- 同心部屋御用帳 江戸の旋風IV（CX / 東宝）
  - 第12話「弁天様と石地蔵」（1979年） - おすえ
  - 第21話「女房の秘密」（1979年） - おさん
- 新五捕物帳 第71話「恋情け涙の十手」（1979年、NTV / ユニオン映画） - 老婆
- 俺たちは天使だ! 第9話「運が悪けりゃワンパターン」（1979年、NTV / 東宝） - タバコ屋の老婆
- 半七捕物帳 第15話「かむろ蛇」（1979年、ANB / 歌舞伎座テレビ）
- 日曜恐怖シリーズII 第2話「悪魔の住む館」（1979年、KTV / 大映映画）
- 男たちの旅路 第4部 第1話「流氷」（1979年、NHK）
- 江戸の激斗 第21話「日陰の花を救え」（1979年、CX / 東宝） - おてい
- ぼくら野球探偵団 第8話「幽霊? 絵から消えた美人姉妹」（1980年、12ch / 円谷プロ） - 老女中・ヨシノ
- 熱中時代 第2シリーズ 第31話「やさしさ紙芝居」（1981年、NTV / ユニオン映画） - 患者
- 御宿かわせみ 第1シリーズ 第22話「鬼女」（1981年、NHK）